# Christian Donfack
Christian Donfack est un boxeur camerounais né le 20 novembre 1983 à Yaoundé.

## Carrière
Sa carrière amateur est marquée par une médaille de bronze remportée aux championnats d'Afrique de Yaoundé en 2011 dans la catégorie mi-lourds. Qualifié pour les Jeux olympiques de Londres en 2012, il est éliminé dès le premier tour par l'allemand Enrico Kölling (en).
Lors des Jeux olympiques de Londres en 2012, il déserte la délégation camerounaise afin de pouvoir rester en Grande-Bretagne, en compagnie de six autres athlètes camerounais.

## Palmarès

### Championnats d'Afrique de boxe amateur
- Médaille de bronze en -81 kg en 2011 à Yaoundé, Cameroun